# Rieulay
 Rieulay là một xã ở trong tỉnh Nord ở miền bắc nước Pháp. Xã này có diện tích 7,29 km², dân số năm 1999 là 1423 người. Xã nằm ở khu vực có độ cao trung bình 19 mét trên mực nước biển.